# Maciej Abramowicz (major)
Maciej Abramowicz (XVIII/XIX wiek) – major 2. Pułku Przedniej Straży Buławy Wielkiej Litewskiej w 1783 roku, członek sprzysiężenia wileńskiego, przygotowującego wybuch powstania kościuszkowskiego, Tatar, muzułmanin.